# Licania latistipula
Licania latistipula är en tvåhjärtbladig växtart som beskrevs av Ghillean `Iain' Tolmie Prance. Licania latistipula ingår i släktet Licania och familjen Chrysobalanaceae. Inga underarter finns listade i Catalogue of Life.